# Samsung SPH-M900
Samsung Moment, còn có tên SPH-M900, là một điện thoại thông minh do Samsung sản xuất sử dụng hệ điều hành nguồn mở Android.

## Thị trường
Thiết bị này có mặt ở thị trường Hoa Kỳ.